# Uthman ibn Ali
Uthman ibn Ali (àrab: أبو النور عثمان باي, Abū n-Nūr ʿUṯmān Bāy), conegut pels francesos com Osman Bey (Tunis, 27 de maig de 1763 - 20 de desembre de 1814), fou bei de Tunis, de la dinastia husaynita de Tunísia, uns mesos del 1814.
A la mort del seu germà gran Muhàmmad ibn Alí (Hammuda Paixà) el 15 de setembre de 1814, fou proclamat bei en preferència al seu nebot Sidi Muhàmmad ibn Muhàmmad (Ibn Hammuda), que va quedar exclòs de la successió. Al cap de tres mesos (21 de novembre de 1714) el seu cosí Mahmud ibn Muhammad, al que Ali II ibn Husayn havia apartat de la successió, el va assassinar mentre dormia i es va proclamar bei. Els seus dos fills Sidi Salih Bey (hereu designat el 15 de setembre de 1814) i Sidi Ali Bey, nascuts el 1782 i 1789, foren executats a la Goulette el 21 de desembre de 1814. Altres dos fills més petits, Sidi Husain Bey (nascut el 1806) i Sidi Ahmad o Muhammad Bey (nascut a Tunis el mateix dia de la mort del seu pare), foren mantinguts en custòdia al Bardo i el primer va morir en captivitat i el segon no van quedar lliure fins al 1855 (va morir el 3 d'abril de 1868).